# Einwohnerentwicklung von Villingen-Schwenningen
Dieser Artikel gibt die Einwohnerentwicklung von Villingen-Schwenningen tabellarisch  wieder.

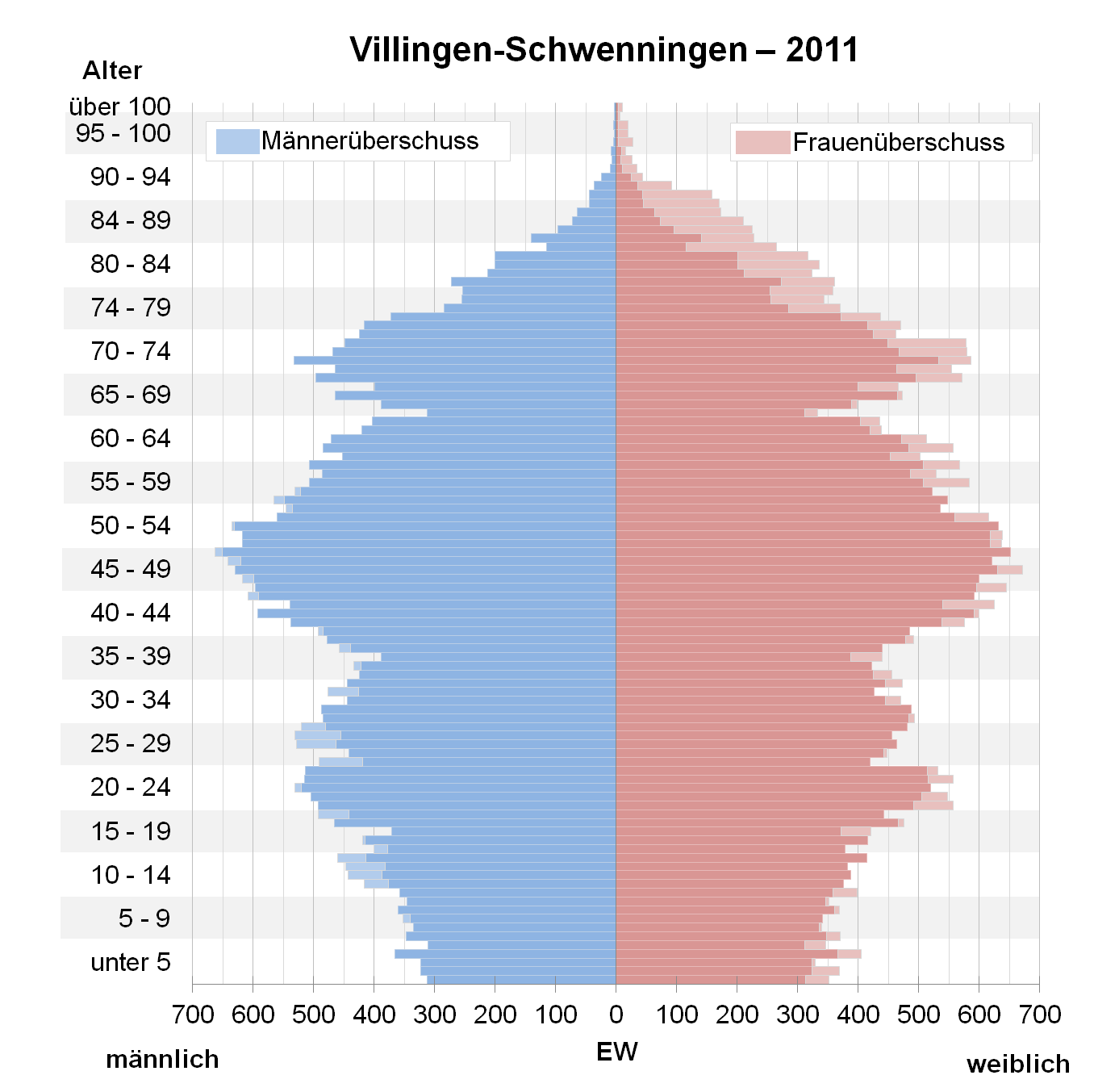
Bevölkerungspyramide für Villingen-Schwenningen (Datenquelle: Zensus 2011)

## Einwohnerentwicklung
Im Mittelalter und der frühen Neuzeit hatten Villingen und Schwenningen nur wenige hundert Einwohner. Die Bevölkerung wuchs nur langsam und ging durch die zahlreichen Kriege, Seuchen und Hungersnöte immer wieder zurück. So starben 1349 in Villingen während einer Pestepidemie etwa 40 Prozent der Bevölkerung. Im Dreißigjährigen Krieg hatte Schwenningen schwere Verluste hinzunehmen. Der Ort wurde 1633 geplündert und abgebrannt. Ein Teil der Einwohner floh mit den abziehenden Truppen. Nach der Hungersnot von 1816 wanderten 117 Schwenninger nach Amerika aus. Eine erneute Hungerkrise 1846/47 veranlasste 190 Bewohner Schwenningens zur Ausreise nach Amerika.
Erst mit der Industrialisierung im 20. Jahrhundert beschleunigte sich das Bevölkerungswachstum. Villingen hatte 1900 erst 7.800 Einwohner, 1971 waren es 39.000. In Schwenningen lebten 1900 rund 10.000 Menschen, 1971 waren es 35.000. Am 1. Januar 1972 wurden die beiden Städte zur neuen Stadt Villingen-Schwenningen mit rund 80.000 Einwohnern vereinigt. Seitdem schwankt die Bevölkerungszahl um diese Grenze. Am 31. Dezember 2006 betrug die „Amtliche Einwohnerzahl“ für Villingen-Schwenningen nach Fortschreibung des Statistischen Landesamtes Baden-Württemberg 81.825 (nur Hauptwohnsitze und nach Abgleich mit den anderen Landesämtern).
Die folgende Übersicht zeigt die Einwohnerzahlen nach dem jeweiligen Gebietsstand. Bis 1833 handelt es sich meist um Schätzungen, danach um Volkszählungsergebnisse (¹) oder amtliche Fortschreibungen des Statistischen Landesamtes. Die Angaben beziehen sich ab 1871 auf die „Ortsanwesende Bevölkerung“, ab 1925 auf die Wohnbevölkerung und seit 1987 auf die „Bevölkerung am Ort der Hauptwohnung“. Vor 1871 wurde die Einwohnerzahl nach uneinheitlichen Erhebungsverfahren ermittelt.

### Villingen-Schwenningen
(jeweiliger Gebietsstand)
| Datum             | Einwohner |
| ----------------- | --------- |
| 31. Dezember 1972 | 78.436    |
| 31. Dezember 1973 | 78.813    |
| 31. Dezember 1974 | 79.721    |
| 31. Dezember 1975 | 80.646    |
| 31. Dezember 1976 | 79.533    |
| 31. Dezember 1977 | 78.588    |
| 31. Dezember 1978 | 78.396    |
| 31. Dezember 1979 | 78.465    |
| 31. Dezember 1980 | 78.904    |
| 31. Dezember 1981 | 78.507    |
| 31. Dezember 1982 | 77.776    |
| 31. Dezember 1983 | 76.861    |
| 31. Dezember 1984 | 76.600    |
| 31. Dezember 1985 | 76.303    |

| Datum             | Einwohner |
| ----------------- | --------- |
| 31. Dezember 1986 | 76.155    |
| 25. Mai 1987 ¹    | 75.861    |
| 31. Dezember 1987 | 76.135    |
| 31. Dezember 1988 | 76.258    |
| 31. Dezember 1989 | 77.174    |
| 31. Dezember 1990 | 78.218    |
| 31. Dezember 1991 | 80.121    |
| 31. Dezember 1992 | 80.949    |
| 31. Dezember 1993 | 81.315    |
| 31. Dezember 1994 | 80.907    |
| 31. Dezember 1995 | 80.734    |
| 31. Dezember 1996 | 80.679    |
| 31. Dezember 1997 | 80.756    |
| 31. Dezember 1998 | 80.840    |

| Datum             | Einwohner |
| ----------------- | --------- |
| 31. Dezember 1999 | 80.891    |
| 31. Dezember 2000 | 81.214    |
| 31. Dezember 2001 | 81.691    |
| 31. Dezember 2002 | 81.880    |
| 31. Dezember 2003 | 81.813    |
| 31. Dezember 2004 | 81.913    |
| 31. Dezember 2005 | 81.778    |
| 31. Dezember 2010 | 81.022    |
| 31. Dezember 2015 | 84.674    |
| 31. Dezember 2020 | 85.686    |

¹ Volkszählungsergebnis
Quelle: Statistisches Landesamt Baden-Württemberg

### Villingen im Schwarzwald
(jeweiliger Gebietsstand)
| Jahr/Datum         | Einwohner |
| ------------------ | --------- |
| 1699               | 2.000     |
| 1795               | 3.234     |
| 1818               | 3.320     |
| 1. Dezember 1834 ¹ | 3.621     |
| 3. Dezember 1852 ¹ | 3.970     |
| 1. Dezember 1871 ¹ | 5.368     |
| 1. Dezember 1880 ¹ | 5.974     |
| 1. Dezember 1900 ¹ | 7.819     |
| 1. Dezember 1910 ¹ | 10.924    |
| 1. Dezember 1916 ¹ | 10.242    |
| 5. Dezember 1917 ¹ | 10.106    |

| Datum                | Einwohner |
| -------------------- | --------- |
| 8. Oktober 1919 ¹    | 12.438    |
| 16. Juni 1925 ¹      | 13.982    |
| 16. Juni 1933 ¹      | 14.430    |
| 17. Mai 1939 ¹       | 18.424    |
| 29. Oktober 1946 ¹   | 17.458    |
| 13. September 1950 ¹ | 20.127    |
| 25. September 1956 ¹ | 26.818    |
| 6. Juni 1961 ¹       | 31.889    |
| 31. Dezember 1965    | 35.981    |
| 27. Mai 1970 ¹       | 37.906    |
| 31. Dezember 1971    | 38.778    |

¹ Volkszählungsergebnis

### Schwenningen am Neckar
(jeweiliger Gebietsstand)
| Jahr/Datum         | Einwohner |
| ------------------ | --------- |
| 1803               | 2.241     |
| 1810               | 2.516     |
| 1823               | 2.823     |
| 1. Dezember 1834 ¹ | 3.481     |
| 3. Dezember 1855 ¹ | 3.763     |
| 1. Dezember 1871 ¹ | 4.314     |
| 1. Dezember 1880 ¹ | 4.755     |
| 1. Dezember 1900 ¹ | 10.106    |
| 1. Dezember 1905 ¹ | 12.987    |
| 1. Dezember 1910 ¹ | 15.411    |
| 1. Dezember 1916 ¹ | 15.030    |
| 1. Dezember 1917 ¹ | 14.916    |

| Datum                | Einwohner |
| -------------------- | --------- |
| 8. Oktober 1919 ¹    | 17.174    |
| 16. Juni 1925 ¹      | 18.978    |
| 16. Juni 1933 ¹      | 20.605    |
| 17. Mai 1939 ¹       | 21.815    |
| 31. Dezember 1945    | 20.532    |
| 29. Oktober 1946 ¹   | 20.694    |
| 13. September 1950 ¹ | 23.440    |
| 25. September 1956 ¹ | 29.280    |
| 6. Juni 1961 ¹       | 31.743    |
| 31. Dezember 1965    | 33.335    |
| 27. Mai 1970 ¹       | 34.707    |
| 31. Dezember 1971    | 34.994    |

¹ Volkszählungsergebnis

## Bevölkerungsprognose
Die Bertelsmann Stiftung, Wegweiser Demographischer Wandel, liefert Daten zur Entwicklung der Einwohnerzahl von 2.959 Kommunen in Deutschland (Publikation Januar 2006).
Für Villingen-Schwenningen wurde ein Rückgang der Bevölkerung zwischen 2003 und 2020 um 0,4 Prozent (302 Personen) vorausgesagt.
Absolute Bevölkerungsentwicklung 2003–2020 – Prognose für Villingen-Schwenningen (Hauptwohnsitze):
Die tatsächliche Einwohnerzahl im Dezember 2020 war um ca. 4.000 Einwohner größer als von der Bertelsmann Stiftung prognostiziert. Sie betrug zu dem Zeitpunkt bereits 85.686.

Nebenstehende Prognose im Vergleich zur realen Entwicklung von 1990 bis 2018

| Datum             | Einwohner |
| ----------------- | --------- |
| 31. Dezember 2003 | 81.813    |
| 31. Dezember 2005 | 82.172    |
| 31. Dezember 2010 | 82.589    |
| 31. Dezember 2015 | 82.373    |
| 31. Dezember 2020 | 81.511    |

Quelle: Bertelsmann Stiftung

## Stadtteile
| Stadtteil      | Einwohner 2007 | Einwohner 2019 | Einwohner 2022 |
| -------------- | -------------- | -------------- | -------------- |
| Herzogenweiler | 205            | 168            | 169            |
| Marbach        | 2.065          | 2.105          | 2.068          |
| Mühlhausen     | 767            | 781            | 782            |
| Obereschach    | 1.826          | 1.635          | 1.683          |
| Pfaffenweiler  | 2.360          | 2.223          | 2.254          |
| Rietheim       | 1.103          | 1.030          | 1.052          |
| Schwenningen   | 32.764         | 35.015         | 35.839         |
| Tannheim       | 1.374          | 1.309          | 1.271          |
| Villingen      | 37.616         | 40.001         | 39.516         |
| Weigheim       | 1.264          | 1.387          | 1.412          |
| Weilersbach    | 1.326          | 1.295          | 1.281          |
| Gesamt         | 81.073         | 85.918         | 87.327         |

Quelle: Stadt Villingen-Schwenningen